# Xylotrechus sciamai
Xylotrechus sciamai là một loài bọ cánh cứng trong họ Cerambycidae.